# گفیلته فیش
گِفیلته فیش، کوفته ماهی (به ییدیش: געפֿילטע פֿיש) یک نوع خوراک در آشپزی یهودیان شرق اروپا است. گِفیلته فیش نام یک ماهی نیست، این کلمه ریشهٔ آلمانی دارد و به معنای پر شده می‌باشد. این غذا را می‌توان با انواع ماهی‌ها، درست کرد اما معمولاً، آن را با ماهی کپور درست می‌کنند. در اصل، این غذا ماهی شکم پر بود، اما امروزه به گونه‌ای تهیه می‌شود که بیشتر به کیک ماهی شباهت دارد. در ابتدا، ماهی را چرخ یا خرد می‌کنند، سپس آن را با تخم مرغ، نمک، پیاز، فلفل یا سبزیجات مخلوط می‌کنند و به صورت سنتی همراه با تربچه که یک چاشنی معروف برای ساکنان اروپای شرقی است، مصرف می‌کنند.